# Kirill Smal
Kirill Smal (Aramil, Rusia; 20 de mayo de 2005) es un piloto de automovilismo ruso. Actualmente compite en la Le Mans Cup con CD Sport en la categoría LMP3. Competirá a partir de la segunda ronda del Campeonato de Fórmula Regional Europea con Monolite Racing.

## Carrera

### Inicios
Smal iniciara su carrera en el karting en su natal Rusia en el 2012, siendo participante del Campeonato Ruso de Karting. En el 2016, pasaría a los campeonatos europeos, participando en el WSK Final Cup en la categoría 60 Mini, logrando un segundo lugar en la competencia, antes de dar su salto en monoplazas, en el 2020, lograría quedar en el tercer lugar de la WSK Super Master Series y de la Winter Cup en la categoría OK.

### Le Mans Cup
Tras su paso por competencias de monoplazas, Smal seria anunciaron por CD Sport para disputar la Le Mans Cup en la categoría LMP3, en su primera carrera e Barcelona, lograría obtener un tercer lugar en la carrera junto a su compañero Fabian Michal.

## Resumen de carrera
| Temporada | Categoría                                       | Equipo                        | Carreras | Victorias | Poles | VR | Podios | Puntos | Pos. |
| --------- | ----------------------------------------------- | ----------------------------- | -------- | --------- | ----- | -- | ------ | ------ | ---- |
| 2020      | ADAC Fórmula 4                                  | R-ace GP                      | 20       | 0         | 0     | 0  | 3      | 91     | 9.º  |
| 2020      | Campeonato de Italia de Fórmula 4               | R-ace GP                      | 2        | 0         | 0     | 0  | 0      | 30     | 15.º |
| 2020      | Campeonato de Italia de Fórmula 4               | Prema Powerteam               | 8        | 0         | 0     | 0  | 1      | 30     | 15.º |
| 2021      | Campeonato de EAU de Fórmula 4                  | Xcel Motorsport               | 20       | 4         | 0     | 2  | 12     | 289    | 3.º  |
| 2021      | Campeonato de Italia de Fórmula 4               | Prema Powerteam               | 21       | 1         | 1     | 2  | 5      | 198    | 3.º  |
| 2021      | ADAC Fórmula 4                                  | Prema Powerteam               | 6        | 1         | 0     | 1  | 2      | 70     | 10.º |
| 2022      | Campeonato de España de F4                      | MP Motorsport                 | 21       | 0         | 0     | 0  | 8      | 173    | 4.º  |
| 2023      | Campeonato de Fórmula Regional de Medio Oriente | Mumbai Falcons Racing Limited | 9        | 0         | 0     | 0  | 1      | 32     | 15.º |
| 2023      | Campeonato de EAU de Fórmula 4                  | MP Motorsport                 | 3        | 0         | 0     | 0  | 0      | 22     | 16.º |
| 2023      | Le Mans Cup - LMP3                              | CD Sport                      | 7        | 0         | 1     | 0  | 4      | 69     | 2.º  |
| 2023      | Campeonato de Fórmula Regional Europea          | Monolite Racing               | 10       | 0         | 0     | 0  | 0      | 0      | 28.º |
| 2024      | Eurocup-3                                       | Palou Motorsport              | 3        | 0         | 0     | 0  | 1      | 27     | 13.º |
| Fuente:   |                                                 |                               |          |           |       |    |        |        |      |

## Resultados

### ADAC Fórmula 4
(Clave) (negrita indica pole position) (cursiva indica vuelta rápida)

| Año  | Equipo          | 1    | 1    | 1    | 2    | 2    | 2    | 3    | 3    | 3    | 4    | 4    | 4    | 5    | 5    | 5    | 6    | 6    | 6    | 7   | 7   | 7   | Pos. | Puntos |
| ---- | --------------- | ---- | ---- | ---- | ---- | ---- | ---- | ---- | ---- | ---- | ---- | ---- | ---- | ---- | ---- | ---- | ---- | ---- | ---- | --- | --- | --- | ---- | ------ |
| 2020 | R-ace GP        | LAU1 | LAU1 | LAU1 | NÜR1 | NÜR1 | NÜR1 | HOC  | HOC  | HOC  | NÜR2 | NÜR2 | NÜR2 | SPI  | SPI  | SPI  | LAU2 | LAU2 | LAU2 | OSC | OSC | OSC | 9.º  | 91     |
| 2020 | R-ace GP        | 11   | 5    | 3    | 12   | 12   | DNS  | 12   | 14   | 15   | 12†  | 10   | 7    | 11   | 6    | 6    | 6    | 3    | 3    | 9   | 13† | 9   | 9.º  | 91     |
| 2021 | Prema Powerteam | SPI  | SPI  | SPI  | ZAN  | ZAN  | ZAN  | HOC1 | HOC1 | HOC1 | SAC  | SAC  | SAC  | HOC2 | HOC2 | HOC2 | NÜR  | NÜR  | NÜR  |     |     |     | 10.º | 70     |
| 2021 | Prema Powerteam | 3    | 6    | Ret  | 5    | 5    | 1    |      |      |      |      |      |      |      |      |      |      |      |      |     |     |     | 10.º | 70     |

### Campeonato de Italia de Fórmula 4
(Clave) (negrita indica pole position) (cursiva indica vuelta rápida)

| Año  | Equipo          | 1    | 1    | 1    | 2    | 2    | 2    | 3   | 3   | 3   | 4    | 4    | 4    | 5   | 5   | 5   | 6    | 6    | 6    | 7   | 7   | 7   | Pos  | Puntos |
| ---- | --------------- | ---- | ---- | ---- | ---- | ---- | ---- | --- | --- | --- | ---- | ---- | ---- | --- | --- | --- | ---- | ---- | ---- | --- | --- | --- | ---- | ------ |
| 2020 | R-ace GP        | LAU1 | LAU1 | LAU1 | NÜR1 | NÜR1 | NÜR1 | HOC | HOC | HOC | NÜR2 | NÜR2 | NÜR2 | SPI | SPI | SPI | LAU2 | LAU2 | LAU2 | OSC | OSC | OSC | 15.º | 30     |
| 2020 | R-ace GP        |      |      |      |      |      |      | 18  | 25  | DNS |      |      |      |     |     |     |      |      |      |     |     | 2   | 15.º | 30     |
| 2020 | Prema Powerteam |      |      |      |      |      |      |     |     |     | 7    | 13   | 17   |     |     |     | 8    | Ret  | 9    | 11  | C   | 2   | 15.º | 30     |
| 2021 | Prema Powerteam | LEC  | LEC  | LEC  | MIS  | MIS  | MIS  | VLL | VLL | VLL | IMO  | IMO  | IMO  | SPI | SPI | SPI | MUG  | MUG  | MUG  | MNZ | MNZ | MNZ | 3.º  | 198    |
| 2021 | Prema Powerteam | 1    | 3    | Ret  | 9    | 4    | 4    | 7   | 6   | 5   | Ret  | 25   | 14   | 4   | 4   | 3   | 6    | 3    | 4    | 6   | 5   | 2   | 3.º  | 198    |

### Campeonato de España de F4
(Clave) (negrita indica pole position) (cursiva indica vuelta rápida)

| Año  | Equipo        | 1   | 1   | 1   | 2   | 2   | 2   | 3   | 3   | 3   | 4   | 4   | 4   | 5   | 5   | 5   | 6   | 6   | 6   | 7   | 7   | 7   | Pos. | Puntos |
| ---- | ------------- | --- | --- | --- | --- | --- | --- | --- | --- | --- | --- | --- | --- | --- | --- | --- | --- | --- | --- | --- | --- | --- | ---- | ------ |
| 2022 | MP Motorsport | ALG | ALG | ALG | JER | JER | JER | VAL | VAL | VAL | SPA | SPA | SPA | ARA | ARA | ARA | NAV | NAV | NAV | BAR | BAR | BAR | 4.º  | 173    |
| 2022 | MP Motorsport | 9   | 7   | 11  | 6   | 5   | 8   | 7   | 5   | 3   | 4   | 3   | 13  | 3   | Ret | 3   | 2   | 3   | 23† | 2   | 4   | 2   | 4.º  | 173    |

### Campeonato de EAU de Fórmula 4
(Clave) (negrita indica pole position) (cursiva indica vuelta rápida)

| Año  | Equipo        | 1    | 1    | 1    | 2    | 2    | 2    | 3    | 3    | 3    | 4    | 4    | 4    | 5   | 5   | 5   | Pos. | Puntos |
| ---- | ------------- | ---- | ---- | ---- | ---- | ---- | ---- | ---- | ---- | ---- | ---- | ---- | ---- | --- | --- | --- | ---- | ------ |
| 2023 | MP Motorsport | DUB1 | DUB1 | DUB1 | KUW1 | KUW1 | KUW1 | KUW2 | KUW2 | KUW2 | DUB2 | DUB2 | DUB2 | YMC | YMC | YMC | 16.º | 22     |
| 2023 | MP Motorsport | 6    | 4    | 9    |      |      |      |      |      |      |      |      |      |     |     |     | 16.º | 22     |

### Campeonato de Fórmula Regional de Medio Oriente
(Clave) (negrita indica pole position) (cursiva indica vuelta rápida puntuable)

| Año  | Equipo                        | 1    | 1    | 1    | 2    | 2    | 2    | 3    | 3    | 3    | 4    | 4    | 4    | 5   | 5   | 5   | Pos. | Puntos |
| ---- | ----------------------------- | ---- | ---- | ---- | ---- | ---- | ---- | ---- | ---- | ---- | ---- | ---- | ---- | --- | --- | --- | ---- | ------ |
| 2023 | Mumbai Falcons Racing Limited | DUB1 | DUB1 | DUB1 | KUW1 | KUW1 | KUW1 | KUW2 | KUW2 | KUW2 | DUB2 | DUB2 | DUB2 | YMC | YMC | YMC | 15.º | 32     |
| 2023 | Mumbai Falcons Racing Limited |      |      |      |      |      |      | 10   | 20   | 24   | 12   | 15   | 7    | 8   | 3   | 7   | 15.º | 32     |

### Le Mans Cup
(Clave) (negrita indica pole position) (cursiva indica vuelta rápida puntuable)

| Año   | Escudería | Clase | Automóvil      | 1     | 2   | 2   | 3   | 4   | 5   | 6   | Pos. | Puntos |
| ----- | --------- | ----- | -------------- | ----- | --- | --- | --- | --- | --- | --- | ---- | ------ |
| 2023* | CD Sport  | LMP3  | Ligier JS P320 | BAR 3 | LMS | LMS | LEC | ARA | SPA | ALG | 3.º* | 15*    |

- * Temporada en progreso.